# 2006年世界房車錦標賽巴西站
2006年世界房車錦標賽巴西站是2006年度世界房車錦標賽的第五站賽事，正式比賽在2006年7月2日於巴西庫里奇巴國際賽道上舉行。這是第一次在巴西舉行賽事。第一回合由西亞車隊的真尼勝出，第二回合由寶馬車隊的派奧勝出。